# Leptolalax nahangensis
Leptolalax nahangensis é uma espécie de anfíbio da família Megophryidae.
É endémica do Vietname.
Os seus habitats naturais são: florestas subtropicais ou tropicais húmidas de baixa altitude, rios e cavernas.
Está ameaçada por perda de habitat.